# Delroy Wilson
Delroy Wilson (Kingston, 5 de octubre de 1948-Kingston, 6 de marzo de 1995) fue un cantante jamaicano de ska, rocksteady y reggae.

## Trayectoria
Con trece años de edad, Delroy grabó su primer disco, Emy Lou, que salió bajo el sello Darling, en el mismo período en que estudiaba en la Boys Town Primary School.
Murió el 6 de marzo de 1995 en Kingston en el hospital UWI debido a complicaciones en el hígado.

## Álbumes
- I Shall Not Remove (1966) Studio One
- Good All Over (1969) Coxsone/Studio One
- Better Must Come (1971) Dynamic Sounds
- Captivity (1973) Big Shot
- For I And I (1975) Grounation
- Sarge (1976) Charmers
- Last Thing On My Mind (1977) Harry J
- Money (1977) Clocktower
- Mr. Cool Operator (1977) EJI
- Lovers' Rock (1978) Burning Sounds
- Who Done It (1979) Third World
- True Believer In Love (197?) Carib Gems
- True Believer In Love (197?) Micron
- Unedited (197?) Hulk
- Living In The Footsteps (1980) Joe Gibbs
- Go Away Dream (1982) Black Music
- Nice Times (1983) Vista Sounds
- Reggae Classics (1984) Londisc
- Worth Your Weight In Gold (1984) Burning Sounds
- The Dean Of Reggae (1985) Mister Tipsy
- Looking For Love (1986) Phill Pratt
- Million Busters In Reggae (198?) Top Rank
- Super Mix Hits (198?) Pioneer International
- Dancing Mood Studio One
- Oldies But Goodies Pioneer International (con Owen Gray)